# Conwy
Conwy (hist. Conway) – miasto w północnej Walii, w hrabstwie miejskim Conwy, historycznie w Caernarfonshire, położone nad rzeką Conwy w pobliżu jej ujścia do Zatoki Liverpoolskiej (Morze Irlandzkie). W 2011 roku liczyło 3873 mieszkańców.
W mieście znajduje się średniowieczny zamek z XIII wieku, który w 1986 roku wraz z zamkami w Beaumaris, Caernarfon i Harlech został wpisany na listę światowego dziedzictwa UNESCO. Do miejscowych zabytków należy także najmniejszy dom w Wielkiej Brytanii.